# Donja Lokošnica
Donja Lokošnica (srbsky Доња Локошница) je vesnice spadající pod město Leskovac, nacházející se v Jablanickém okruhu v jihovýchodním Srbsku. K roku 2011 zde žilo 865 obyvatel.
Vesnice je známa pěstováním paprik (kapií a chilli papriček), které jsou pro místní obyvatele hlavním zdrojem příjmů. Každoročně se jich vypěstuje až tisíc tun. Ty se následně suší a vyrábí se z nich koření.

## Obyvatelstvo
Obyvatelstvo vesnice je dle censu z roku 2002 národnostně dominantně srbské (93,7 %), mezi minority patří Romové (5,8 %), Černohorci (0,4 %) a Rusové (0,1 %).
| Rok            | 1948 | 1953 | 1961 | 1971 | 1981 | 1991 | 2002 | 2011 |
| -------------- | ---- | ---- | ---- | ---- | ---- | ---- | ---- | ---- |
| Počet obyvatel | 1604 | 1576 | 1469 | 1374 | 1324 | 1104 | 1060 | 865  |